# لغة كورياك
لغة كورياك (بالإنجليزية: Koryak language)‏ هي لغة Chukotko-Kamchatkan يتحدث بها حوالي 1700 شخص اعتبارًا من عام 2010 في أقصى شرق سيبيريا، بشكل رئيسي في Koryak Okrug. يتحدثها كورياك في الغالب. أقربائها، لغة تشوكشي، يتحدث بها حوالي ثلاثة أضعاف هذا الرقم. تشكل اللغة مع Chukchi و Kerek و Alutor و Itelmen عائلة لغة Chukotko-Kamchatkan. اسمها الأصلي في كورياك هو нымылан nymylan ، لكن الأنواع المختلفة من الاسم الروسي "Koryak" هي الأكثر استخدامًا في اللغة الإنجليزية واللغات الأخرى.
تشكل قبائل تشوكشي وكورياك وحدة ثقافية ذات اقتصاد قائم على رعي الرنة وكلاهما يتمتعان باستقلالية داخل الاتحاد الروسي.